# Tubipora musica
Tubipora musica is een zachte koraalsoort uit de familie Tubiporidae. De wetenschappelijke naam is gepubliceerd in 1758 door Linnaeus in de tiende editie van Systema naturae.